# Marco Giunio Silano Torquato (console 19)
Marco Giunio Silano Torquato (in latino: Marcus Iunius Silanus Torquatus; 15 a.C. circa – dopo il 35) è stato un magistrato romano, console dell'Impero romano e affiliato alla dinastia giulio-claudia.

## Biografia

### Origini familiari
Rampollo di un'antica famiglia della gens Iunia, salita alla ribalta nella seconda metà del II secolo a.C. e nuovamente in epoca augustea, Silano vantava un'ascendenza di primaria importanza nel panorama politico romano, assumendo anche il cognomen Torquato. Egli, nato attorno al 15 a.C., infatti era figlio di Marco Giunio Silano, a sua volta figlio dell'illustre Marco Giunio Silano, console nel 25 a.C. e partigiano in successione di Lepido, Antonio e Ottaviano in epoca triumvirale, e di Crispina, probabilmente legata alla declinante gens Quinctia. Sua madre era invece verosimilmente Domizia Calvina, figlia di Lucio Calpurnio Bibulo e nipote, da parte di madre, del grande Gneo Domizio Calvino, console per due volte nel 53 e nel 40 a.C. Il padre non sembra aver ricoperto incarichi importanti, nonostante la sua genealogia e i suoi legami matrimoniali.

### Carriera politica
Silano risulta particolarmente importante negli annali dell'epoca augustea e tiberiana, nonostante la scarsità di menzioni nella storiografia imperiale, per la sua vicinanza alla casa imperiale. La sua ascendenza importante, infatti, lo promosse agli occhi di Augusto, che decise, attorno al 12-13, di dargli in moglie la propria bisnipote, Emilia Lepida, figlia di Lucio Emilio Paolo, console nell'1, e Giulia minore, nipote del princeps, allontanati dalla corte nell'8, la quale era stata promessa al futuro imperatore Claudio prima della disgrazia dei genitori.
La vicinanza alla famiglia imperiale, ma anche il carattere mite e riservato, permisero a Silano di conservare il favore imperiale anche sotto Tiberio, che lo promosse al consolato: Silano poté mantenere la carica per l'intero anno 19, cosa alquanto rara in un periodo in cui stava divenendo sempre più abituale fare uso di suffetti. Suoi colleghi al consolato furono Lucio Norbano Balbo e, da luglio, Publio Petronio. Se con Balbo Silano aveva fatto passare la lex Iunia Norbana, che introdusse la categoria di latini Iuniani per quei liberti manomessi non seguendo le direttive della lex Aelia Sentia del 4, e aperto i lavori contro i senatori e i cavalieri che sminuivano la maiestas del senato partecipando come attori a teatro o come contendenti nei giochi gladiatorii emanando il senatusconsultum di Larino, con Petronio Silano, oltre a promulgare la lex Iunia Petronia, che stabiliva che, in caso di parità di voti a favore e contro la libertà dei liberti manomessi, dovesse prevalere il voto a favore della libertà, dovette fare i conti con la notizia della morte di Germanico, proclamando un iustitium il 10 dicembre e un primo senatusconsultum sugli onori da tributare al defunto poco dopo il 16 dicembre, mentre i preparativi per l'emanazione della lex de honoribus Germanici Caesaris furono affidati ai consoli designati per l'anno successivo.
Il secondo e ultimo incarico noto di Silano è il proconsolato d'Africa, sulla datazione del quale vi sono informazioni contrastanti: Tacito, infatti, afferma che sotto il suo proconsolato Caligola, nel 39, sottrasse al controllo del proconsole senatorio la legione di stanza nella provincia per porla sotto il comando di un suo legatus, mentre Cassio Dione riporta la notizia sotto il proconsolato di Lucio Calpurnio Pisone; inoltre una dedica tiburtina al praefectus fabrum Gaio Menio Basso afferma inequivocabilmente la durata sessennale del proconsolato di Silano. Considerando la presenza certa di Gaio Rubellio Blando in Africa nel 35/36, è stato proposto che la notizia tacitiana sia errata, da scartare a favore della testimonianza di Dione, il quale attesta anche la norma tiberiana di proconsolati sessennali per Africa e Asia negli ultimi anni del principato: Silano sarebbe quindi stato proconsole d'Africa dal 29 al 35, parallelamente alla datazione del proconsolato d'Asia del suo ex-collega console Publio Petronio.
Dopo il proconsolato, Silano scompare dalla storia: Ronald Syme presenta l'ipotesi, per sua stessa ammissione non dimostrabile, che l'assenza di Silano dalla commissione creata alla fine del 36 per valutare i danni del grande incendio sull'Aventino e nel Circo Massimo, che comprendeva tutti i progeneri del princeps, possa implicare una sua morte nell'ultimo anno del suo proconsolato, ma è più plausibile in ogni caso pensare ad un decesso avvenuto tra il principato di Caligola e i primi anni di quello di Claudio.

### Famiglia e discendenza
Il matrimonio tra Silano e Lepida fu prolifico: la coppia ebbe cinque figli, che però, per la loro vicinanza alla famiglia imperiale, si ritrovarono coinvolti nei problemi dinastici giulio-claudi.
Il primo figlio, nato sicuramente nel 14, fu Marco Giunio Silano, console ordinario nel 46 e avvelenato nel novembre-dicembre 54 (prima novo principatu mors, scrive Tacito) da Agrippina minore all'insaputa del figlio per timore che potesse vendicare il fratello Lucio e diventare un rivale per Nerone, nonostante la sua placidità che aveva portato Caligola a chiamarlo pecus aurea: egli ebbe a sua volta un figlio, Lucio Giunio Silano Torquato, esiliato e ucciso nel 65. Il secondo figlio fu Decimo Giunio Silano Torquato, nato attorno al 21, console ordinario nel 53 e costretto al suicidio nel 64 per il lignaggio da lui vantato, la sua generosità e la sua arroganza nel predisporre segretari a guisa dei liberti imperiali. Terzo figlio, ultimo maschio, fu Lucio Giunio Silano, nato nel 25: promesso sposo già nel 41 di Ottavia, figlia di Claudio, che lo volle come comes durante la campagna britannica e lo onorò con gli ornamenta triumphalia nel 44 a soli 18 anni, fu inizialmente molto stimato dal princeps, ricevendo anche l'opportunità, indice dello status di erede al trono, di accedere alle cariche con cinque anni di anticipo, ma cadde poi in disgrazia dopo essere stato accusato di incesto con la sorella Giunia Calvina, al che si dimise dalla pretura il 29 dicembre 48 e si uccise il 1 gennaio 49, nel giorno delle nozze tra Claudio e Agrippina minore, lasciando Ottavia libera per essere data in sposa a Nerone.
Silano e Lepida ebbero anche due figlie, nate verosimilmente tra 15 e 28. Giunia Lepida, attestata ad Atene sotto Claudio come sacerdotessa di Atena Poliade, andò in sposa a Gaio Cassio Longino, console suffetto nel 30, ed educò nella propria casa il nipote Lucio Giunio Silano Torquato: accusata di incesto con questi e di stregoneria, anche a lei e al marito fu comminato l'esilio nel 65. La sorella Giunia Calvina, ragazza assai gioviale ma anche molto bella e diretta (tanto da essere chiamata da tutti Venere), fu moglie di Lucio Vitellio, console suffetto nel 48, poi ripudiata quando Agrippina minore, con l'aiuto di Lucio Vitellio, censore padre del marito di Giunia, orchestrò un'accusa di incesto tra lei e il fratello Lucio: Giunia fu così esiliata nel 49, per poi essere richiamata in patria da Nerone nel 59, sopravvivendo ancora nel 79, quando le porte del Mausoleo di Augusto si spalancarono improvvisamente e Vespasiano ricollegò il presagio di morte non tanto a sé, quanto a Calvina.